# Grangeria canina
La grangeria (Grangeria canina) è un mammifero perissodattilo estinto, appartenente ai calicoteri. Visse nell'Eocene superiore (circa 37 - 34 milioni di anni fa) e i suoi resti fossili sono stati ritrovati in Cina.

## Descrizione
Questo animale, di dimensioni simili a quelle di un montone, non doveva essere molto diverso dal suo stretto parente Eomoropus. Il cranio era allungato e le orbite erano in posizione mediana, al contrario del genere precedente, e le ossa mascellari erano poco sviluppate in altezza. La formula dentaria era 2/1, 1/1, 4/3, 3/3, e i molari superiori erano a corona bassa (brachidonti), squadrati, con un forte parastilo e protolofo ben marcato. I molari inferiori erano dotati di metastilide distinto dal metaconide; il terzo molare inferiore era dotato di un terzo lobo. I metatarsi erano molto allungati e dritti, mentre i metacarpi erano più corti. Gli arti erano mesassonici. La prima e seconda falange erano piccole e corte, non molto specializzate come invece avverrà nelle forme successive quali Moropus o Anisodon. La mandibola, con la sua unica coppia di incisivi, era altamente specializzata.

## Classificazione
Grangeria canina venne descritto per la prima volta nel 1930 da Otto Zdansky, sulla base di resti fossili ritrovati nella zona di T'ans Lokal nello Shandong in Cina. Al genere Grangeria venne poi attribuita anche la specie G. gobiensis, anch'essa cinese; per questa specie venne poi istituito il genere Litolophus. La specie G. anarsius, nordamericana, è spesso attribuita al genere Eomoropus.
Grangeria è un rappresentante arcaico dei calicoteri, un gruppo di perissodattili che svilupparono notevoli specializzazioni soprattutto nelle ossa delle zampe; Grangeria è stato considerato un rappresentante della famiglia Eomoropidae, attualmente considerata parafiletica e quindi non valida a livello tassonomico; in particolare, sembra che Grangeria, a causa delle sue specializzazioni riguardanti gli incisivi inferiori e le falangi, sia stato un ramo collaterale estintosi senza lasciare discendenti.